# Нульовий стан квантової системи
Нульови́й або ва́куумний стан ква́нтової систе́ми — абстрактний стан у квантовій фізиці, який відповідає відсутності будь-яких частинок. Визначений у просторі Фока.
Відповідно до сучасного розуміння того, що називають станом вакууму або квантовим вакуумом, це «ніяк не простий порожній простір».
Згідно з квантовою механікою, вакуумний стан не є по-справжньому порожнім, а натомість містить швидкоплинні електромагнітні хвилі та частинки, які впадають у квантове поле та випадають з нього.
Позначається {\displaystyle |0\rangle } (дивіться бра-кет нотація).
Оскільки нульовий стан відповідає відсутності частинок, то він однак має таку властивість, що при дії на нього оператора народження будь-якого стану {\displaystyle |n\rangle } утворюється хвильова функція (вектор стану) цього стану:
{\displaystyle {\hat {a}}_{n}^{\dagger }|0\rangle =|n\rangle }.
Відповідно, результатом дії оператора знищення стану {\displaystyle |n\rangle } на цей стан дає нульовий стан:
{\displaystyle {\hat {a}}_{n}|n\rangle =|0\rangle }.

## Значення ненульового очікування
Якщо теорія квантової поля може бути точно описана через теорію збурень, то властивості вакууму аналогічні властивостям основного стану квантового механічного гармонічного генератора, або точніше, основного стану задачі вимірювання. У цьому випадку значення очікування вакууму (ЗОВ, VEV) будь-якого польового оператора зникає. Для квантових полів теорія, в яких теорія збурення розбивається при низьких енергіях (наприклад, квантової хромодинаміки або теорію БКШ надпровідності) операторів поля можуть мати неперевершені вакуумні очікувані значення, що називаються конденсатами. У стандартній моделі, значення ненульового вакуумного очікування поля HIGGS, що виникає з спонтанної симетрії, є механізмом, за допомогою якого інші поля в теорії отримують масу.